# Sumac vinaigrier
Pour les articles homonymes, voir Amaranthe et Sumac (plante).
Rhus typhina · Sumac amarante
Espèce
Classification phylogénétique
Statut de conservation UICN

 LC  : Préoccupation mineure
Le Sumac vinaigrier, aussi appelé Sumac amaranthe, Sumac à bois poilu, Vinaigrier, Sumac de Virginie ou Sumac à queues de renard (Rhus typhina), est une espèce de la famille des Anacardiaceae. C'est un arbuste dioïque originaire d'Amérique du Nord mais introduit ailleurs à des fins ornementales. Le terme vinaigrier vient du fait que les fruits du Rhus typhina sont acides et parfois utilisés pour fabriquer une sorte de limonade rose. 
En Europe, le Sumac vinaigrier est une espèce envahissante. Sa vente et son utilisation sont interdites en Suisse,.

## Synonymes
- Datisca hirta L.
- Rhus hirta (L.) Sudw.

## Étymologie
L'épithète spécifique typhina est expliquée dans la description de la plante par Carl Linnaeus et Ericus Torner avec la phrase « Ramis hirtis uti typhi Cervini », signifiant « rameaux hérissés comme des bois de cerf ».

## Description

### Appareil végétatif
Le vinaigrier est un arbuste au port arrondi et à feuilles caduques pouvant mesurer 4 à 5 mètres de haut. Les rameaux rougeâtres sont tomenteux. L'écorce est claire, lisse et craquelée en plaques.
Les feuilles mesurent entre 20 et 40 cm, sont imparipennées et sont composées de 11 à 31 folioles dentées faisant chacun entre 6 et 12 cm. Les folioles de la variété laciniata ont les bords finement découpés.

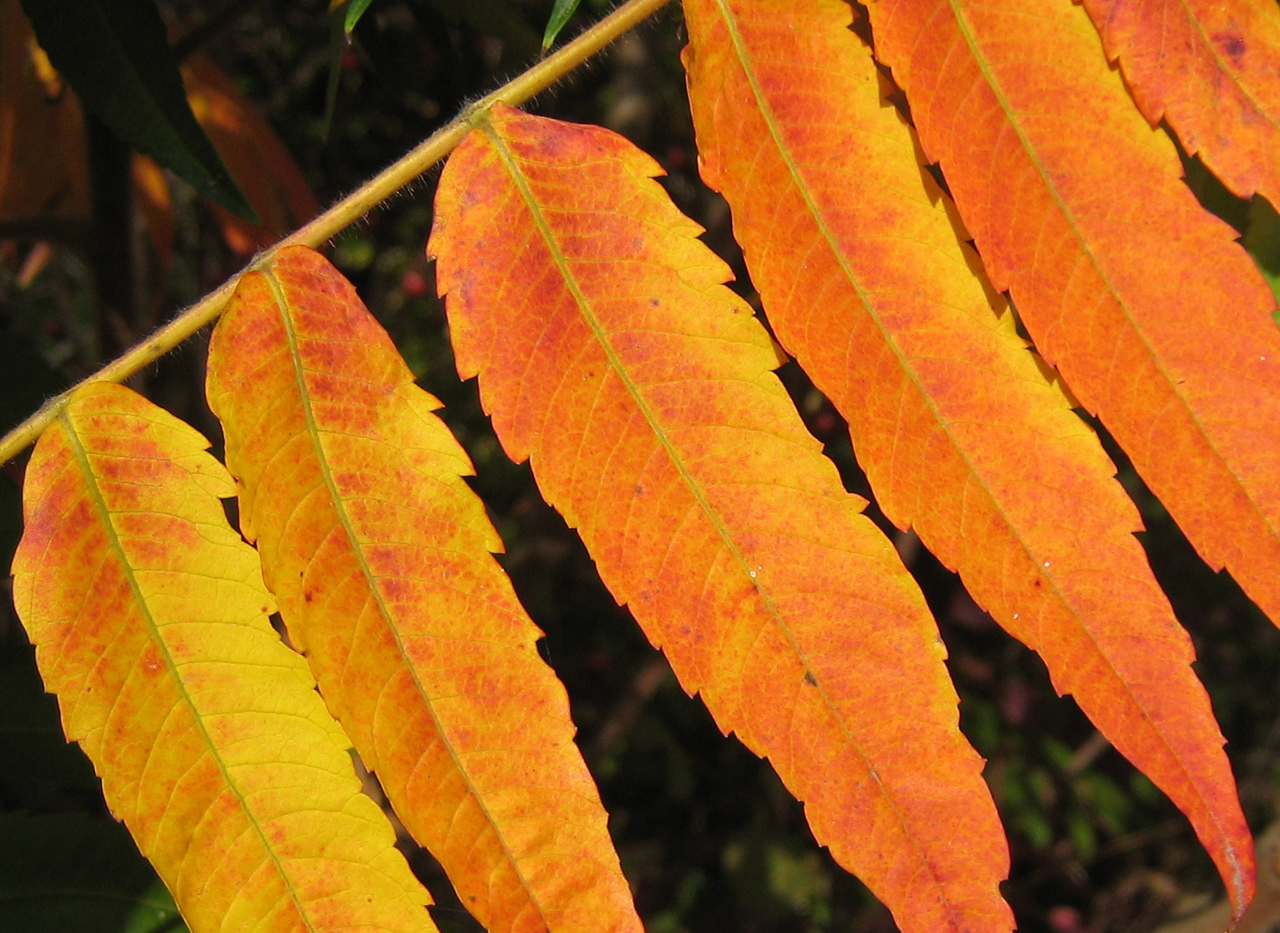
Folioles.
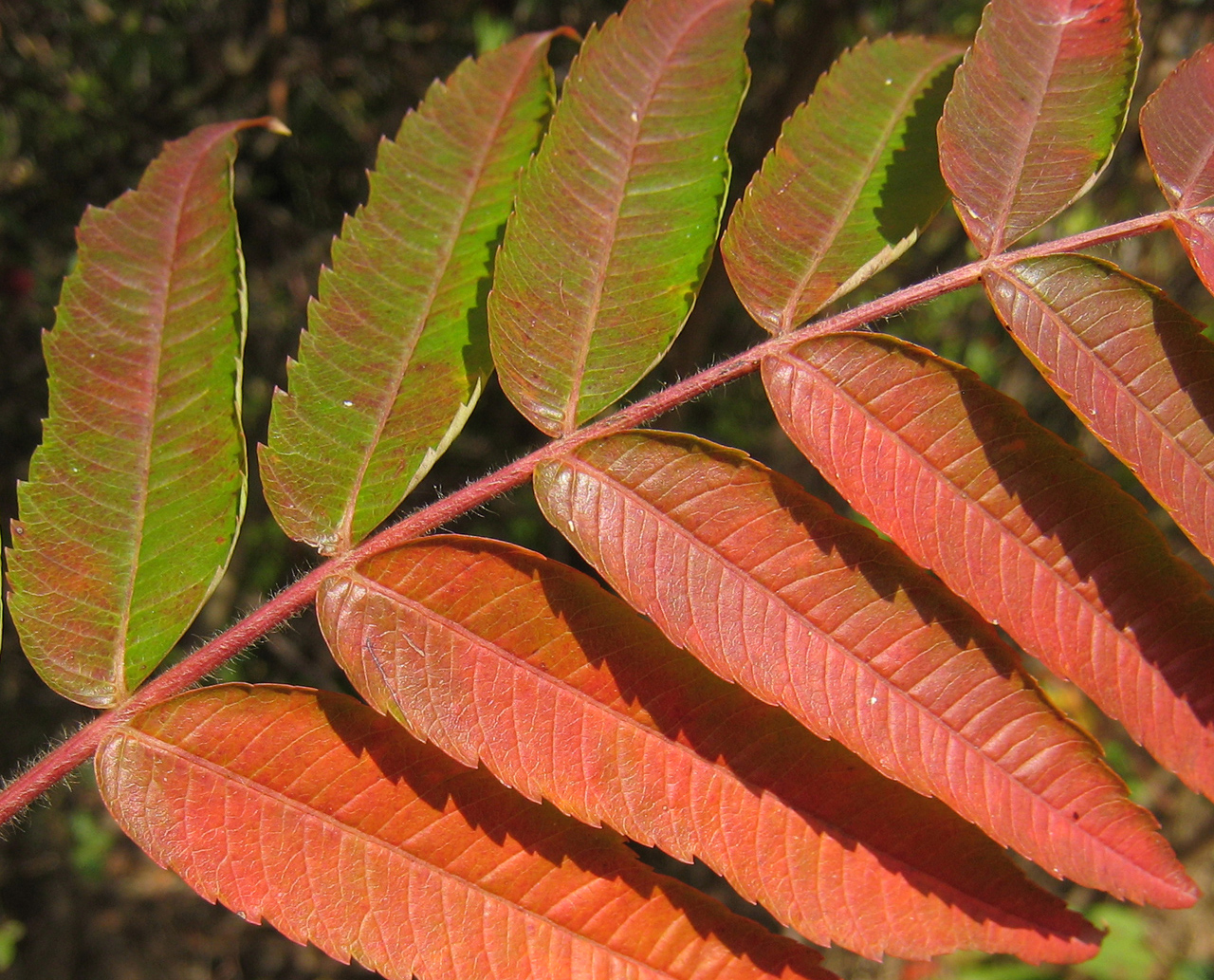
Feuillage en automne.
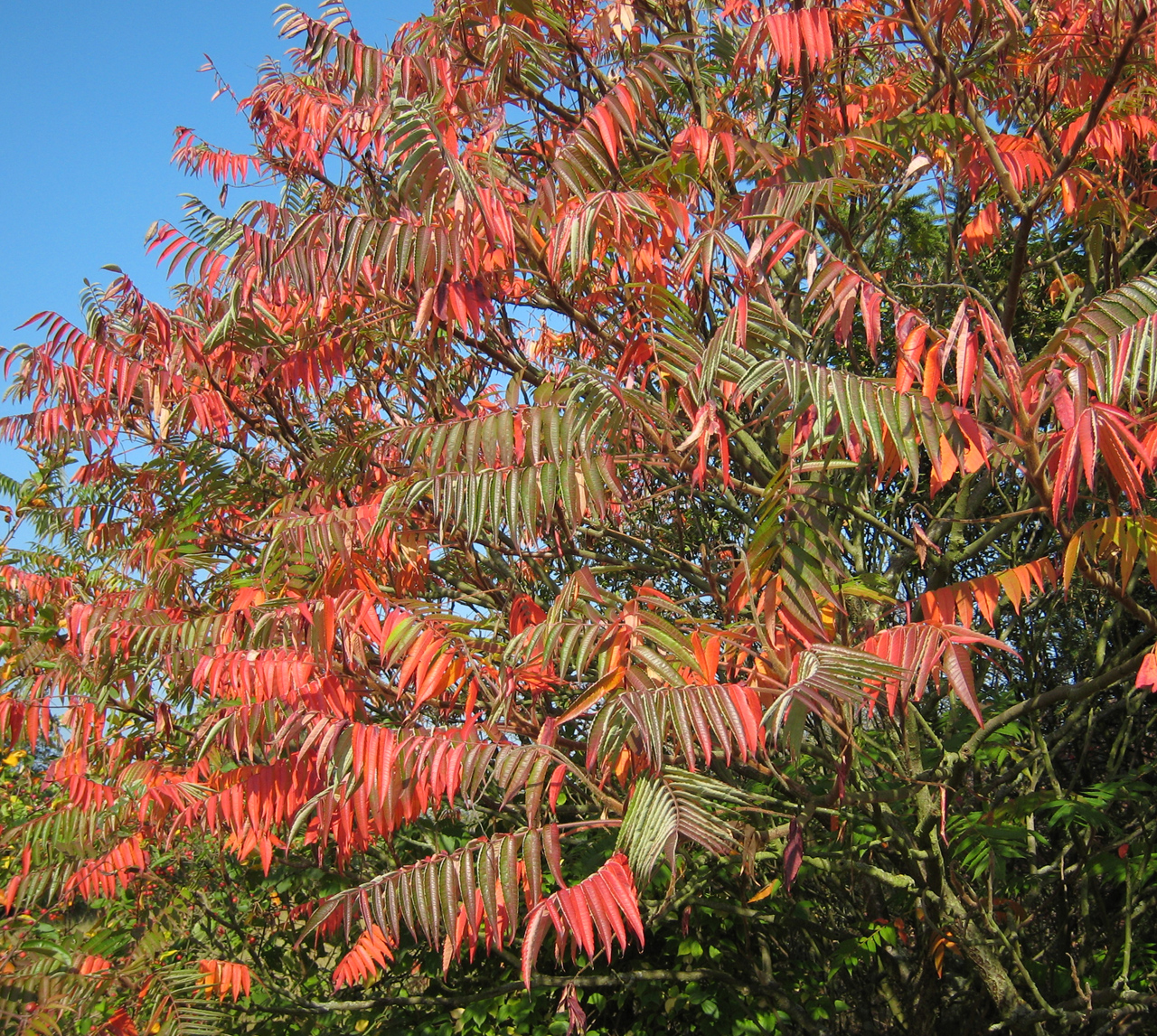
Sumac de Virginie en automne.

### Appareil reproducteur
Le Vinaigrier est une plante dioïque dont la floraison a lieu pendant l'été sous forme de fleurs disposées en panicules verdâtres. 
Les fruits sont de petites drupes aplaties rouges couvertes de poils. Ils forment des panicules fructifères en fuseau d'environ 1 500 fruits rappelant la fructification de l'amarante queue de renard et persistent dans l’arbre jusqu’en hiver. Chaque drupe contient une graine dure de deux millimètres de diamètre qui nécessite d'être ramollie (passage par l'estomac d'un animal ou traitement artificiel) pour pouvoir germer.

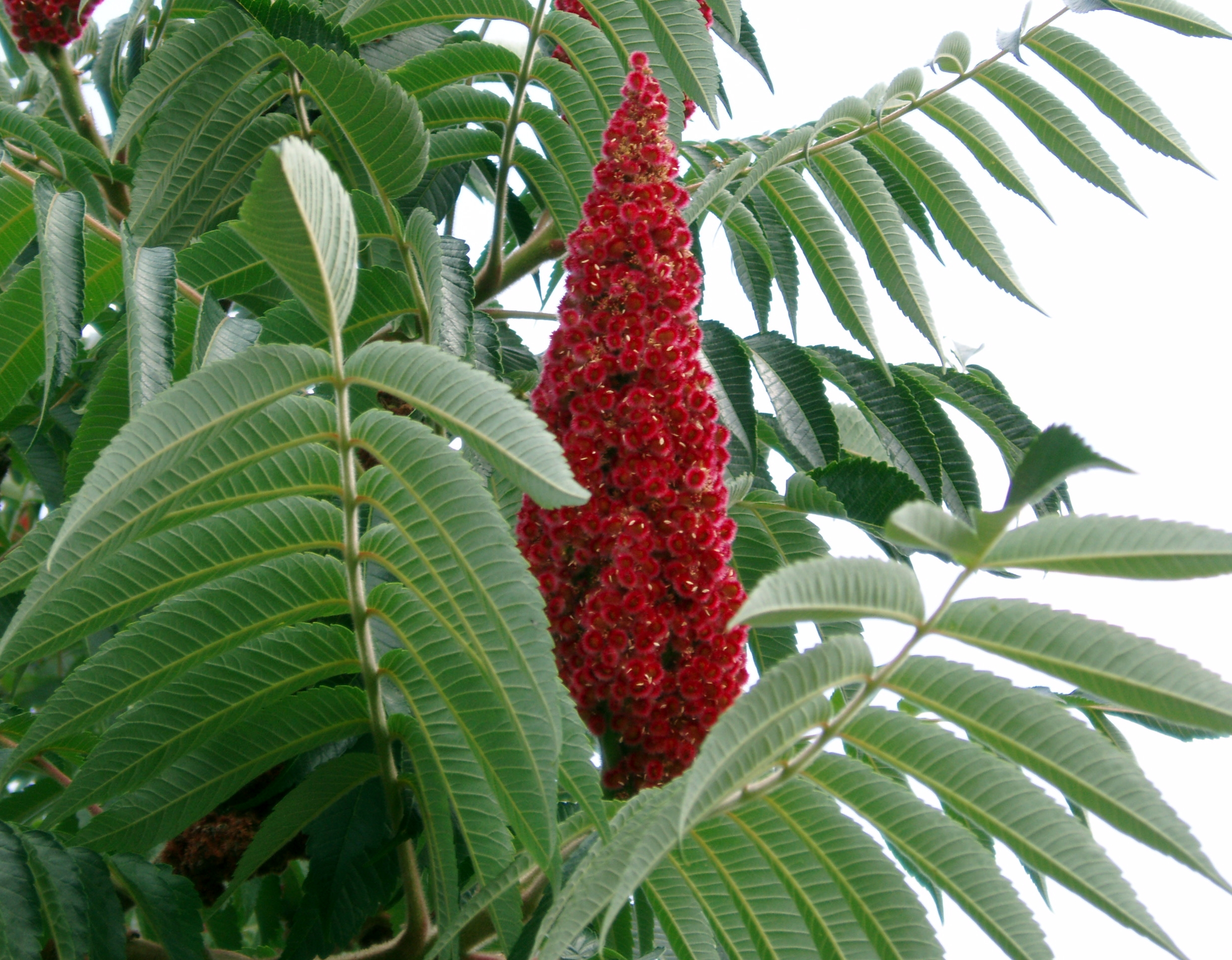
Panicule.
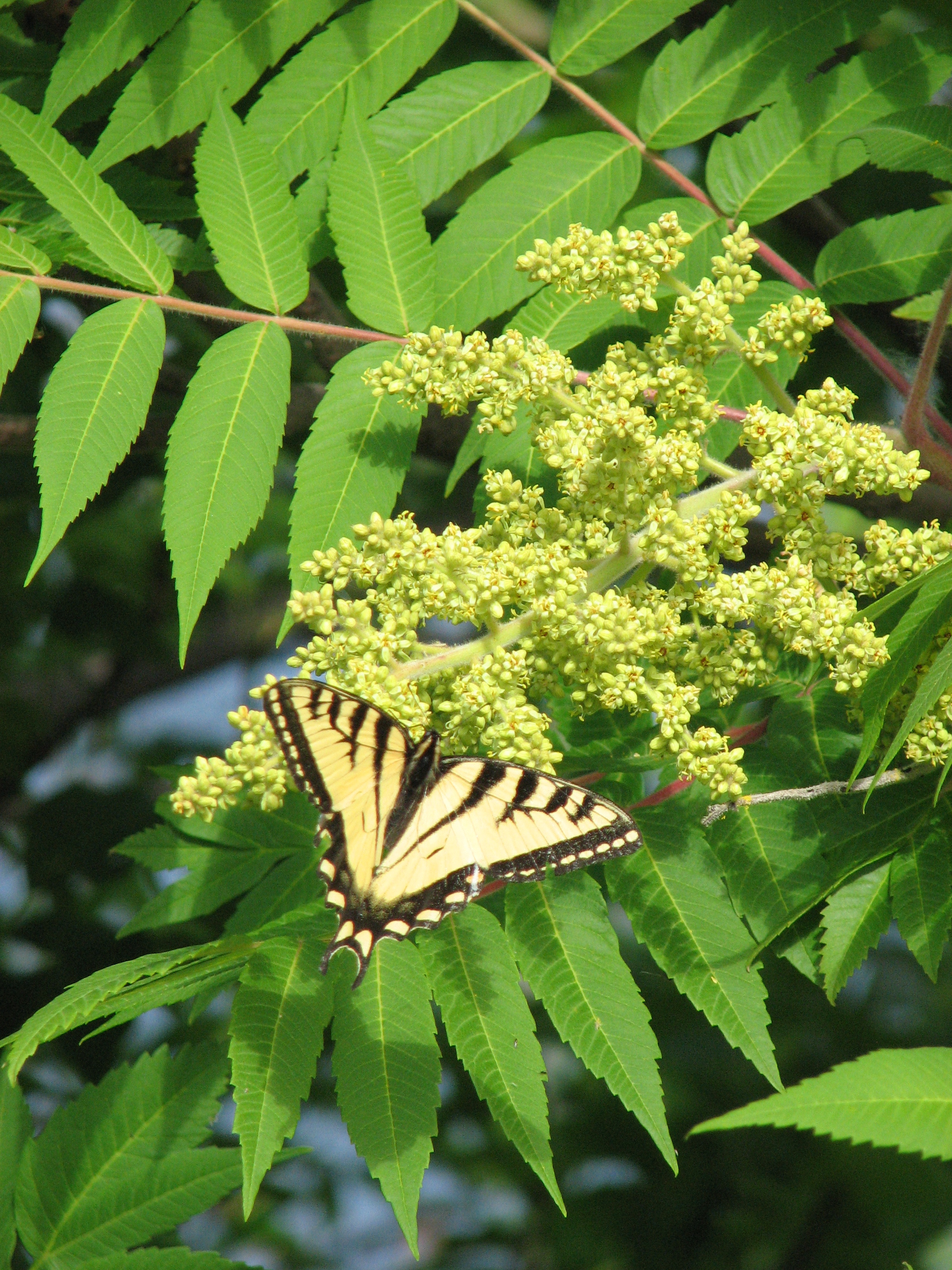
Fleurs (mois de juin à Montréal).
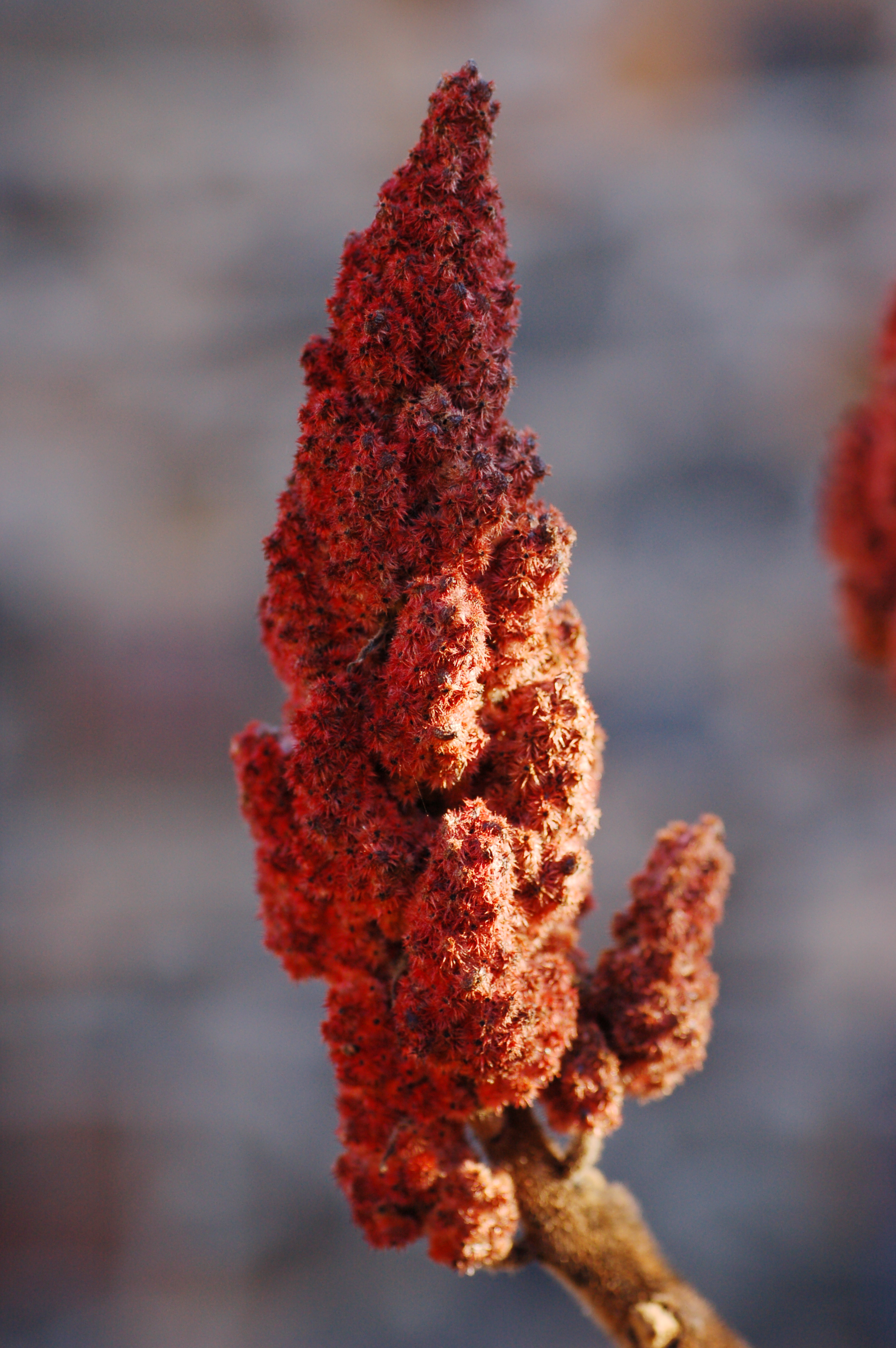
Fruit.
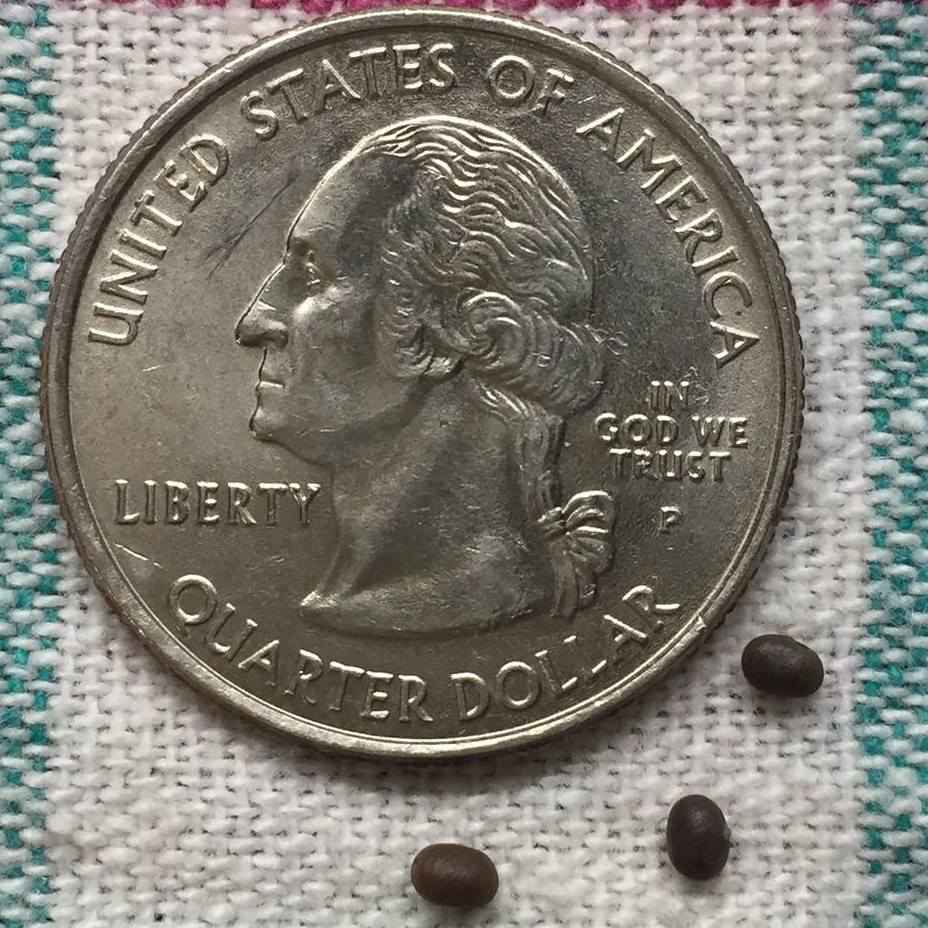
Graine.

### Confusion possible

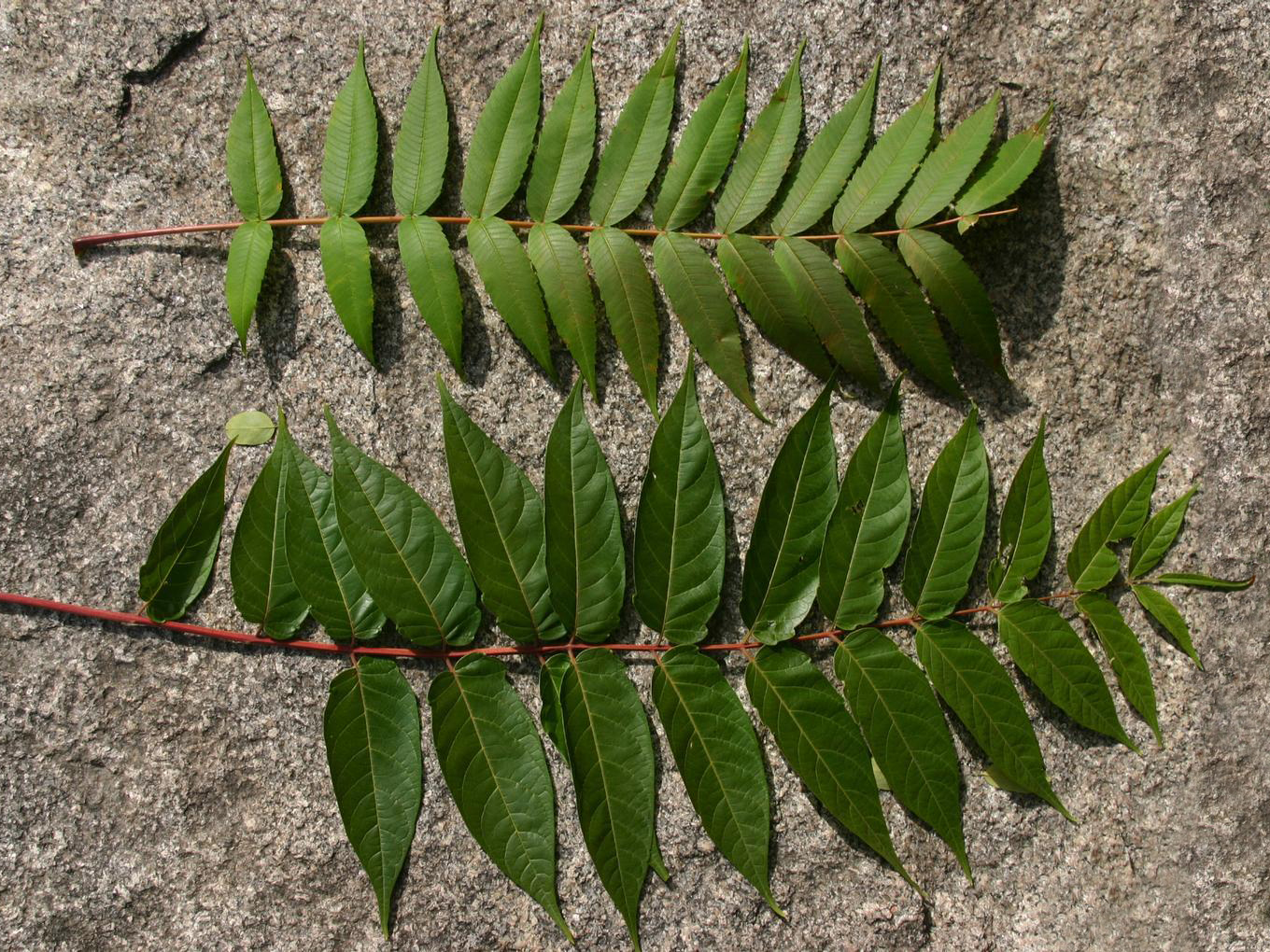
En haut, le sumac vinaigrier, en bas, l'ailanthe.

Les feuillages du Sumac vinaigrier et de l'Ailanthe sont très ressemblants.

## Biologie
Si l'on coupe une branche, on peut voir aussitôt s'écouler un latex blanc et on est surpris par la couleur jaune du bois central, dans lequel sont très visibles les cernes annuels brun-rouge.
Le Vinaigrier garde de son origine tropicale une croissance jusqu'à l'extrême limite, jusqu'aux gelées. Il n'a pour ainsi dire pas appris à lignifier à temps sa pousse annuelle ; aussi en hiver les extrémités des branches sont-elles toujours mortifiées sur une longueur plus ou moins grande.
Le feuillage prend de belles nuances brillantes de rouge, orange et jaune en automne. Le fruit persiste jusqu'au printemps.

## Habitat
Originaire de l’Amérique du Nord, depuis la Géorgie  et l’Indiana jusqu’au Canada, cette espèce d'arbres pousse surtout sur des pentes sèches et rocailleuses sur des terrains calcaires. Elle a besoin de beaucoup de lumière mais dépend peu de l’humidité et de la qualité du sol. Cette espèce a été introduite en Europe en 1624.

## Culture

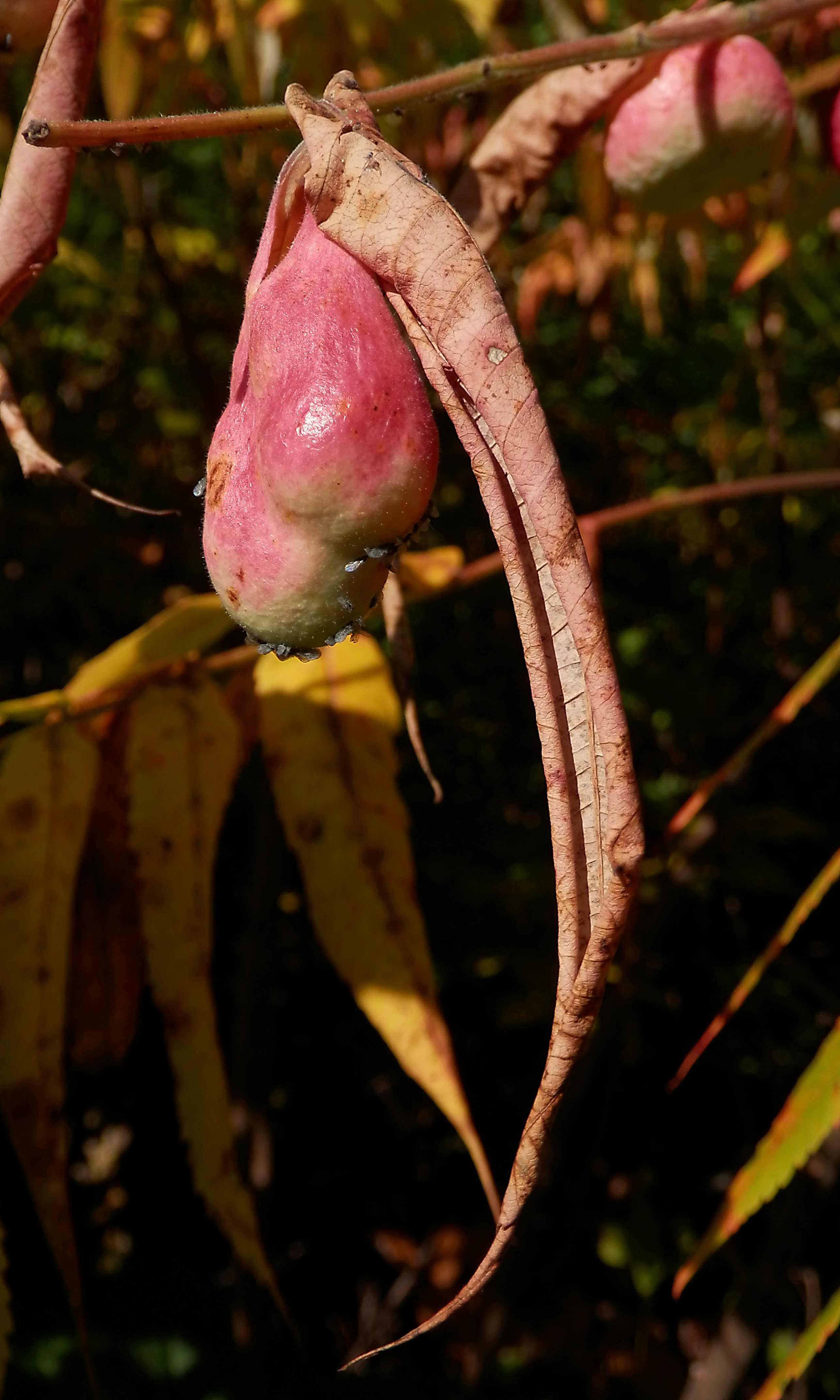
Galle du vinaigrier.

Le Sumac vinaigrier est une plante ornementale qui présente un intérêt tout au long de l'année, bien que sa vigueur et sa tendance à se propager le rende impropre à la plantation dans de petits jardins.
Il peut se développer dans un large éventail de conditions, mais on le trouve le plus souvent dans des sols secs et pauvres dans lesquels d'autres arbres ne peuvent pas survivre. Certains paysagistes ne conservent que les plus hautes branches pour créer un effet de «couronne» afin de ressembler à un petit palmier. De nombreux cultivars ont été développés pour le jardin, dont 'dissecta' syn. 'Laciniata' qui a gagné un prix de la Royal Horticultural Society.
À la fin de l'été, il forme parfois des galles sur la face inférieure des feuilles, causées par le puceron du ver de la feuille du sumac, Melaphis rhois. Les galles ne sont pas nuisibles à l'arbre.

### Propagation
Ce sumac se propage par semis et par ses rhizomes pour former de grandes colonies avec au centre l'arbre d'origine et de nombreux jeunes plants rayonnant tout autour. Il pousse généralement de façon très envahissante et résiste souvent aux tentatives d'éradication grâce à son vaste réseau de rhizomes. Comme pour les fougères, la seule solution d'éradication consiste à fouler aux pieds (sans tailler) la totalité des pousses et des repousses chaque année pendant au moins trois ans afin de "fatiguer" la plante. Au contraire, la taille renforce la plante qui réveille encore plus d'yeux dormants sur ses rhizomes après chaque taille. Avant 2008, on utilisait un débroussaillant à base de Triclopyr (tel que le Garlon) mais ce type de produit est aujourd'hui interdit.

## Utilisations

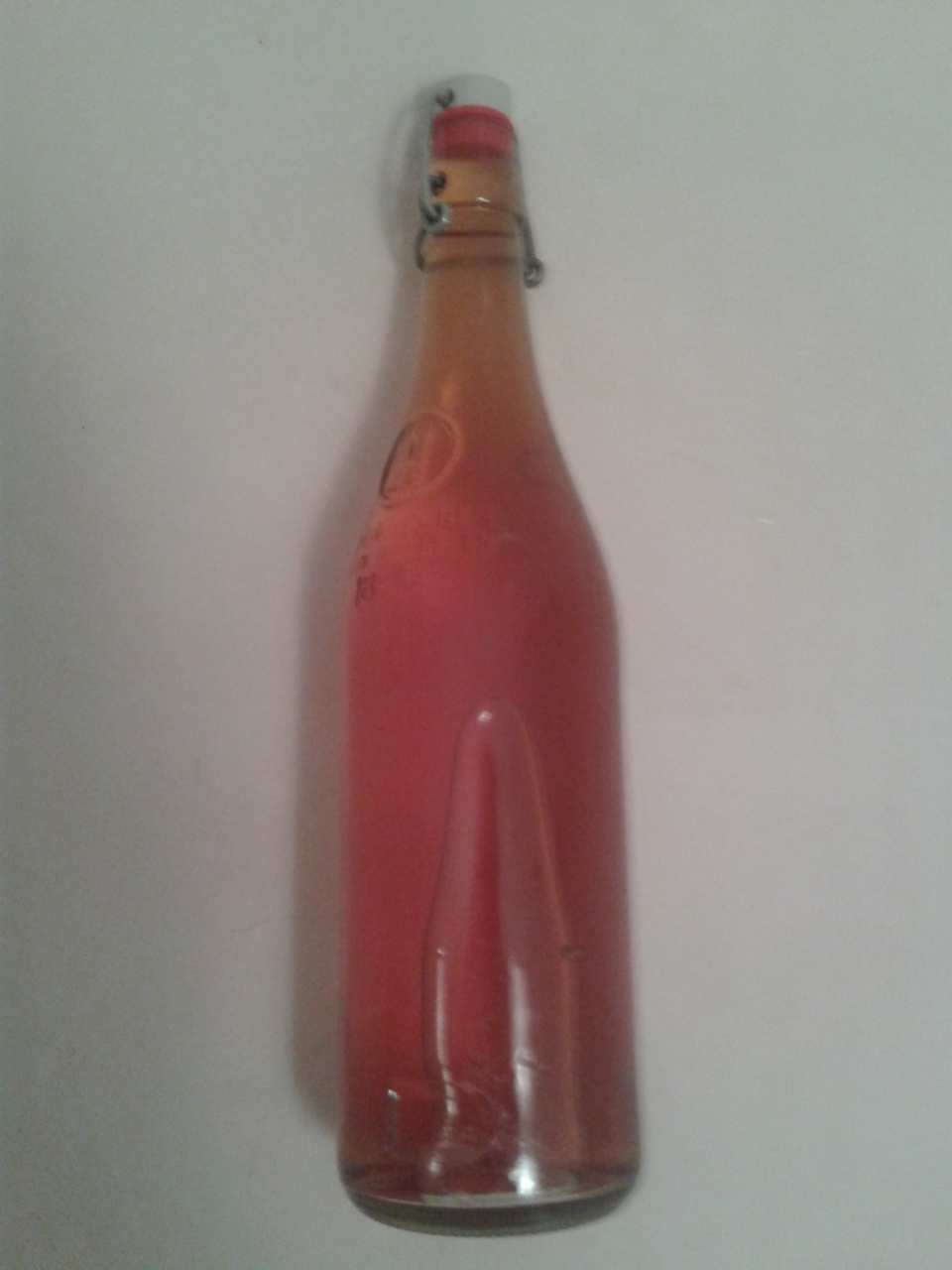
Une bouteille de limonade rose maison.

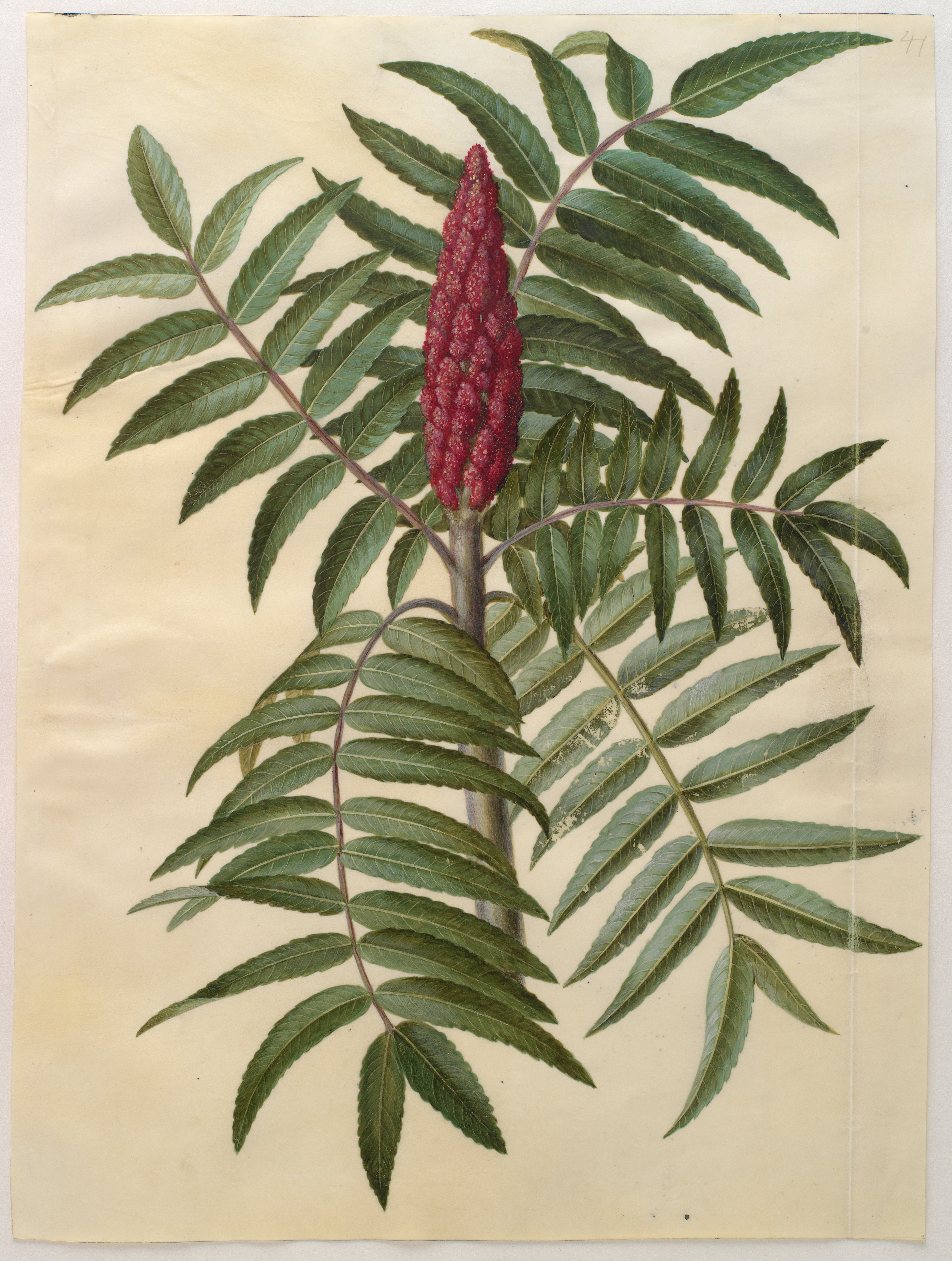
Illustration.

Apprécié pour la couleur et la forme de ses feuilles en automne, mais aussi de ses fruits particuliers, cet arbre est utilisé pour l'ornement car il a un aspect esthétique toute l'année. Rhus typhina dissecta est un cultivar encore plus décoratif avec ses folioles très découpées ; en automne, les feuilles prennent des tons plus flamboyants, mais l'effet est de moindre durée.
Néanmoins, le Vinaigrier est une plante envahissante qui se propage à la fois par ses graines et par ses parties souterraines.
Dans certaines régions, on le cultive pour ses feuilles qui comportent de 13 à 25 % de tanin. Il sert également à fixer les pentes sèches et rocailleuses pour empêcher l’érosion du sol.
Les fruits du vinaigrier sont parfois utilisés pour fabriquer une sorte de limonade rose par macération ou décoction du fruit récolté en milieu d'été avant que les pluies le rendent moins parfumé. La boisson résultante est acide à cause de l'acide malique contenue dans les poils du fruits, riche en vitamine C et en tanins. Il faut toutefois éviter d'utiliser les fruits d'autres sortes Rhus à baies toxiques et faire attention au risque d'allergie au contact des feuilles lors de la cueillette.
L'espèce possède des propriétés diurétiques, antispasmodiques, vulnéraires (contre les coups et les traumatismes) et pour les epistaxis. En médecine populaire, certaines nations autochtones lui attribuent des propriétés pour traiter l'arthrite et la diarrhée. Chez les Algonquins du Québec, on s'en sert pour stimuler l'appétit.
Le bois de vinaigrier ne constitue pas un bon combustible pour les feux ouverts. Lors de la combustion, celui-ci crépite et projette des escarbilles qui peuvent s'avérer dangereuses pour les personnes à proximité directe. 
Du fait de ses branches étendues et de ses tronc nombreux, cet arbre peut également servir à accrocher un hamac.

## Toxicité
Le latex de Rhus typhina est toxique et son contact avec la peau peut provoquer des allergies ou des dermatoses,.
Des espèces du même genre sont dangereuses, Rhus toxicodendron est une plante rampante ou grimpante très toxique, sa sève est particulièrement corrosive. Rhus vernicifera possède aussi une sève toxique servant à la production de la laque du Japon.